# 大地震 (1974年電影)
《大地震》（英語：Earthquake）是一部1974年的美國災難電影，由麥克·洛遜執導兼監製，George Fox和馬里奧·普佐編劇。主演是查爾登·希士頓、愛娃·嘉德納、佐治·甘迺迪、洛恩·格林、珍妮芙·庇芝與理察·朗崔。

## 演員表
- 查爾登·希士頓 飾
- 愛娃·嘉德納 飾
- 佐治·甘迺迪（英语：George Kennedy） 飾
- 洛恩·格林（英语：Lorne Greene） 飾
- 詹妮薇芙·布卓 飾
- 理察·朗崔 飾

## 外部連結
- 開眼電影網上《大地震》的資料（繁體中文）
- 豆瓣电影上《大地震》的資料 （简体中文）
- 时光网上《大地震》的資料（简体中文）
- AllMovie上《大地震》的资料（英文）
- 爛番茄上《大地震》的資料（英文）
- Box Office Mojo上《大地震》的資料（英文）
- TCM电影资料库上《大地震》的资料（英文）
- 互联网电影数据库（IMDb）上《大地震》的资料（英文）